# Asim Šehić
Asim Šehić (Kalesija, 16 giugno 1981) è un ex calciatore bosniaco, di ruolo attaccante.

## Carriera

### Nazionale
Nel 2001 ha giocato 3 partite con la nazionale croata Under-20; successivamente ha scelto di rappresentare la Bosnia, con la cui nazionale maggiore ha giocato una partita nel 2004.